# Міо, мій Міо (повість)
«Міо, мій Міо» (швед. Mio, min Mio) — дитяча казкова повість шведської письменниці Астрід Ліндґрен, вперше опублікована в 1954 році.

## Сюжет

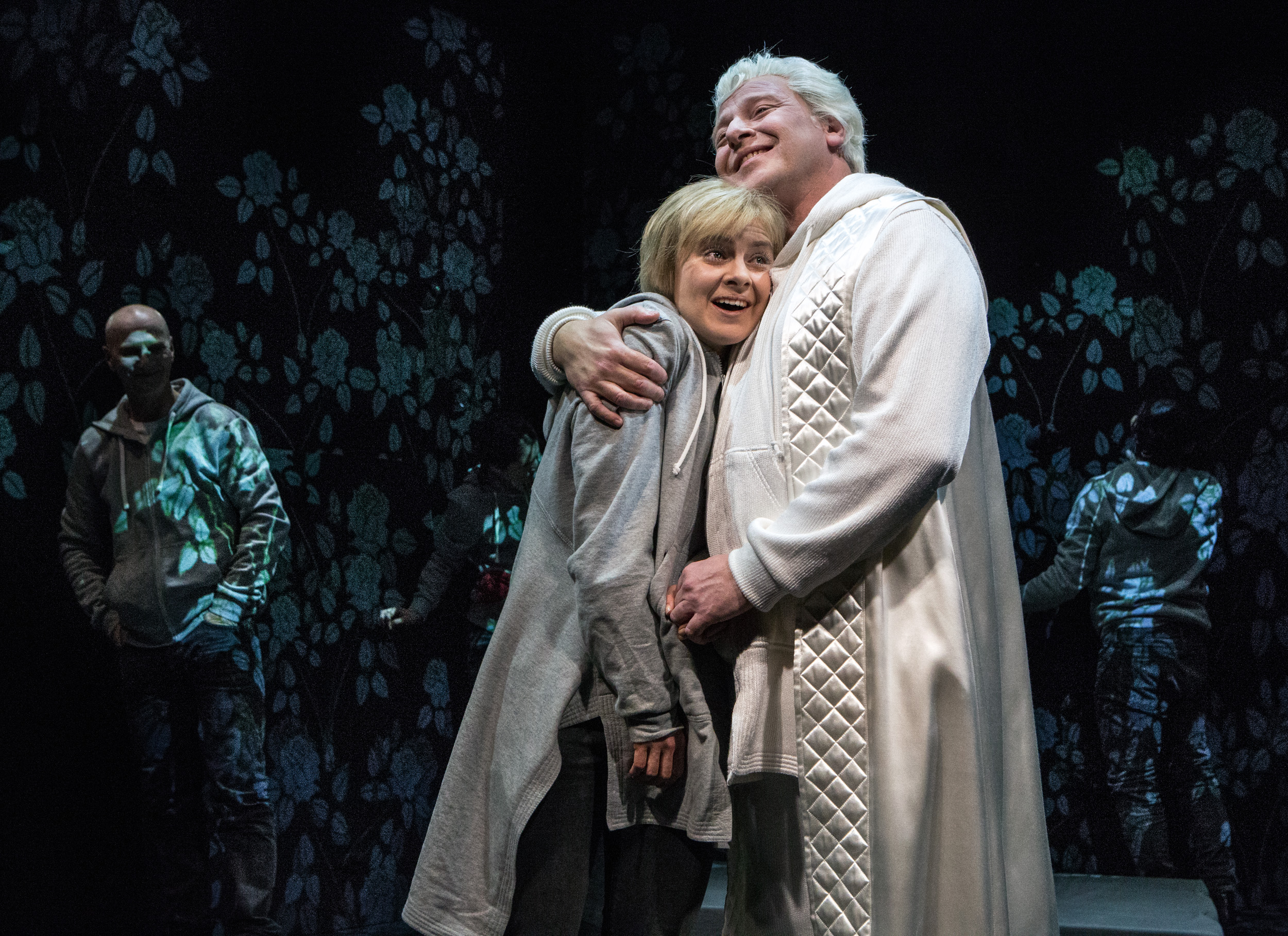

Боссе — хлопчик, усиновлений прийомними батьками, людьми похилого віку, які його не особливо люблять. Одного разу господиня сусіднього магазину, фру Лундін, яка одна з небагатьох мала приязнь до хлопчика, дарує Боссе яблуко і просить опустити в поштову скриньку листівку за неї. Хлопчик не утримується від спокуси, щоб поглянути на текст: послання адресоване королю, в ньому йдеться про те, що його син скоро повернеться додому, і, як знак, в руці він буде тримати золоте яблуко. Яблуко в руці Боссе стає золотим …
Незабаром хлопчик знаходить пляшку з замкненим всередині джином, звільняє його, і той, побачивши яблуко, переносить Боссе в країну Бажану. Там він дізнається, що його справжнє ім'я — Міо, а сам він, як син короля, є принцом цієї країни. Батько дуже чекав на зустріч з сином і проявляє велику любов до хлопчика та турботу. Міо знайомиться з хлопчиком Юм-Юмом, який схожий на його друга з минулого життя. Також батько дарує йому коня на ім'я Міраміс.
Однак незабаром з'ясовується, що в цій чудовій країні не все так благополучно, як здається на перший погляд: тут також живе злий лицар по імені Като, який своєю ненавистю до всіх випалює землю навколо, викрадає дітей з довколишніх сіл.
Древнє пророкування говорить, що саме Боссе, попри свій вік, битиметься з Като і переможе його. Хлопчики і Міраміс вирушають в далеку і небезпечну подорож.

## Факти
- У 1956 році повість отримала Німецький приз юнацької літератури.
- Ця повість — перша у творчості Астрід Ліндґрен, написана в жанрі епічне фентезі. Наступні її книги в цьому ж жанрі: «Брати Лев'яче серце» (1973 рік) і «Роня, дочка розбійника» (1981 рік)[1].
- В американському перекладі головних героїв звуть[2]:
  - Бо «Боссе» Вільгельм Ольсон — Карл Андерс «Енді» Нільсон
  - Юм-Юм — Помпу
- У 1987 році повість була екранізована: «Міо, мій Міо», і стала найдорожчою прижиттєвою екранізацією Астрід Ліндґрен.